# استان سامانا
استان سامانا (به لاتین: Samaná Province) یک استان در جمهوری دومینیکن است.
مساحت این استان ۸۵۳٫۷۴ کیلومتر مربع و جمعیت آن در سال ۲۰۱۴ میلادی ۱۳۹٬۷۰۷ نفر می‌باشد.